# Bogenwasserzeichen
Als Bogenwasserzeichen bezeichnen Philatelisten ein Wasserzeichen, das sich über den gesamten zum Briefmarkendruck verwendeten Papierbogen erstreckt oder nur wenige Male wiederholt. Dadurch entfallen auf die einzelnen Briefmarken jeweils nur Teile des Wasserzeichens, mitunter bleiben Marken auch völlig ohne Wasserzeichen.

## Wasserzeichen bei Briefmarken
Die Verwendung von mit Wasserzeichen versehenem Papier für den Druck von Briefmarken ist eine Maßnahme zum Schutz vor Fälschungen, die bereits 1840 in Großbritannien für die erste Briefmarke der Welt, die schwarze Ein-Penny-Marke (One Penny Black), und danach weltweit bei zahlreichen Briefmarkenausgaben genutzt wurde. Entsprechend vielfältig sind die Formen und Arten der verwendeten Wasserzeichen. Da zudem auch gleichartige Marken oftmals mit und ohne oder mit unterschiedlichen Wasserzeichen vorkommen, es zudem bei gleichen Wasserzeichen je nach Lage des Papierbogens beim Druck unterschiedliche Wasserzeichenstellungen gibt, stellt die exakte Bestimmung der Wasserzeichen für den Philatelisten ein wichtiges Kriterium bei der Bewertung seiner Sammelobjekte dar. Nicht selten ergeben sich aufgrund unterschiedlicher Wasserzeichen erhebliche Preisdifferenzen bei ansonsten gleichen Marken.

## Arten von Wasserzeichen

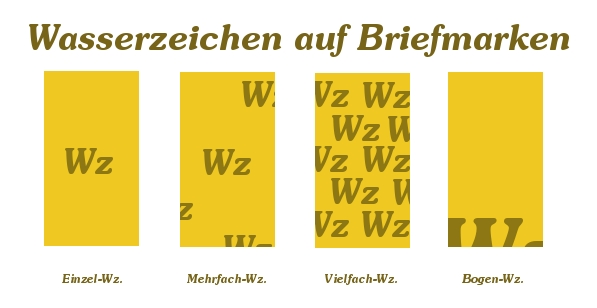
Schematische Darstellung der verschiedenen Wasserzeichen bei Briefmarken

Nach der Verteilung des Wasserzeichens auf dem Papierbogen, und damit auch auf der Marke, unterscheiden Philatelisten zwischen Einzel-, Mehrfach-, Vielfach- und Bogenwasserzeichen.
Erscheint das Wasserzeichenmotiv auf jeder Marke einmal vollständig und allein, spricht man von einem Einzelwasserzeichen. Beim Mehrfachwasserzeichen ist das Motiv so über den Markenbogen verteilt, dass es in der Regel auf jeder Marke einmal vollständig erscheint. Daneben finden sich aber immer auch Teile der benachbarten Wasserzeichen. Ist die Verteilung auf dem Bogen derart häufig, dass das einzelne Motiv mehrfach auf jeder Marke erscheint, spricht man von einem Vielfachwasserzeichen. Diese Wasserzeichen bestehen zumeist aus einfachen, sich regelmäßig wiederholenden Formen (Linien, Kreise, Rauten, Waffeln, Waben usw.) geringer Größe. Derartige Wasserzeichen werden mitunter auch Flächen- oder Parkettwasserzeichen genannt.
Eine besondere Form stellt das Bogenrand-Wasserzeichen dar, das nur auf dem Rand des Druckbogens, nicht aber auf den einzelnen Marken zu finden ist.

## Bogenwasserzeichen und Beispiele
Beim Bogenwasserzeichen kommt ein Motiv zur Anwendung, das eine größere Fläche umfasst und auf dem Papierbogen einmal oder mehrfach auftritt. Die Verteilung auf dem Bogen gestaltet sich derart, dass die einzelne Marke nur Teile des vollständigen Wasserzeichens aufweist. Auch die Möglichkeit, dass einzelne Marken völlig ohne Wasserzeichen bleiben, ist gegeben. Gerade diese Marken zählen oft zu den besonders gesuchten Werten einer Ausgabe.
Bogenwasserzeichen kamen zum Beispiel bei der Herstellung der 1850 in Österreich erschienenen Markenausgabe (Wappenausgabe) zur Anwendung. Hierbei wurden in der Mitte des Druckbogens die Buchstaben KKHM (Kaiserl.-Königl. Handels-Ministerium) als Wasserzeichen eingefügt, nicht alle Marken wurden davon berührt. Bei der 1900 im Königreich Rumänien erschienenen Markenausgabe gelangte ein über 25 Markenfelder gehendes Motiv des Staatswappens zum Einsatz. Bei den schwedischen Markenausgaben zwischen 1911 und 1925 wurde Papier verwendet, das neben Wellenlinien auf zwei Reihen des Bogens (20 Marken) die Worte KUNGL. POSTVERKET als Wasserzeichen enthielt. Dadurch entstanden Marken nur mit Wellenlinien, mit Wellenlinien und Buchstaben und – besonders gesucht – nur mit Buchstaben als Wasserzeichen.         
Papier mit Bogenwasserzeichen gelangt nicht nur bei der Herstellung von Briefmarken, sondern mitunter auch beim Druck von Banknoten zum Einsatz. Ein Beispiel dafür sind die erstmals im Oktober 1944 in Aachen herausgegebenen Banknoten der Alliierten Militärbehörde mit einem Bogenwasserzeichen „Allied Military Authority“.